# جدکارع
جدکارع یا جدکارع ایسسی فرعونی از دودمان پنجم مصر باستان در دوره پادشاهی کهن است. او میان سال‌های ۲۴۱۴ تا ۲۳۷۵ پیش از میلاد مسیح فرمانروایی می‌کرد. جدکارع جانشین منکاوحور کایو بود و پس از او ونیس به پادشاهی رسید.

## دوران
فهرست پادشاهان تورین می‌نویسد که جدکارع کمینه ۲۸ سال فرمانروایی کرد و جشن سد خود را نیز گرفت. در این دوران وزیر اعظم او سنجمیب نام داشت. در زمان فرمانروایی او چندین سفر اکتشافی به مناطق گوناگون از جمله بیبلوس و پونت انجام گرفتند. در نامه‌ای از پپی دوم به هارکوف که ۱۰۰ سال پس از آن هنگام نوشته شده، آمده که اکتشاف‌گران جدکارع ایسسی برای او از سرزمین پونت «کوتوله»ای به ارمغان آوردند تا برایش برقصد.

## آرامگاه

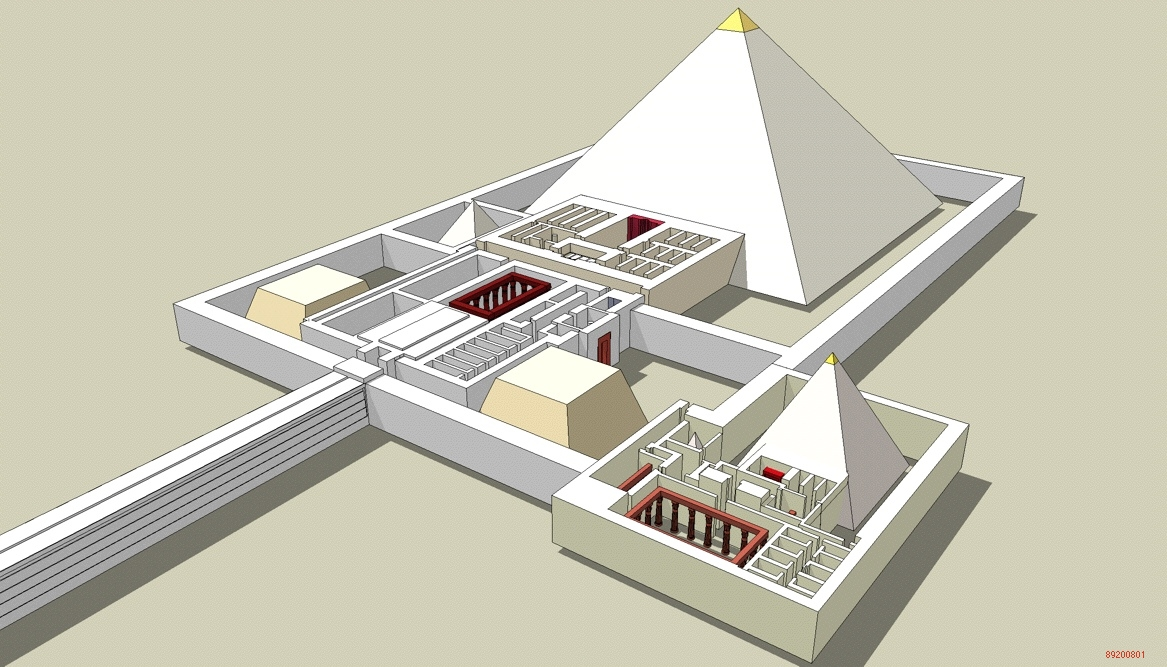
تصویری بازسازی شده از مجموعه آرامگاه جدکارع و همسرش در سقاره

ویرانه‌های هرم جدکارع در سال ۱۹۴۶ در جنوب سقاره پیدا شدند. احتمال دارد که این هرم در هنگام ساخت دارای ۷۸ متر طول و ۵۲ متر ارتفاع بوده باشد. امروزه به دلیل از دست رفتن سه طبقه از شش طبقه اصلی هرم، ارتفاع آن به ۲۴ متر کاهش پیدا کرده. دو اتاق این هرم و نیز اتاق خاکسپاری به شدت آسیب دیده‌اند؛ اگرچه بازمانده‌های مومیایی شاه پیدا شدند.
درست در کنار این هرم در شمال شرق آن هرم کوچک دیگری قرار گرفته که متعلق به شهبانوی جدکارع بوده. نام او نامشخص است.